# Heimatabend

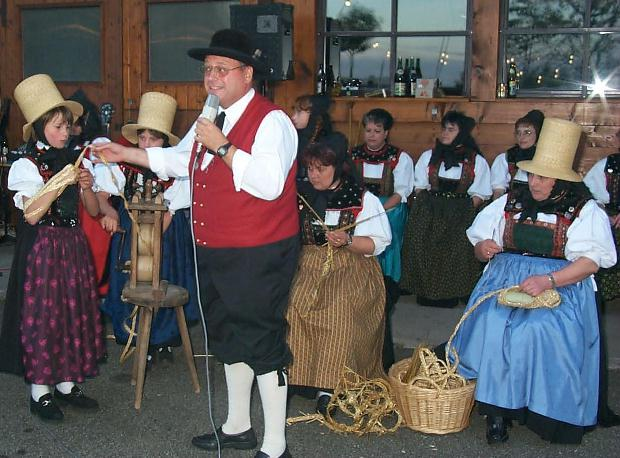
Heimatabend in Schonacher Tracht 1999 als Vertreter des traditionellen Genres

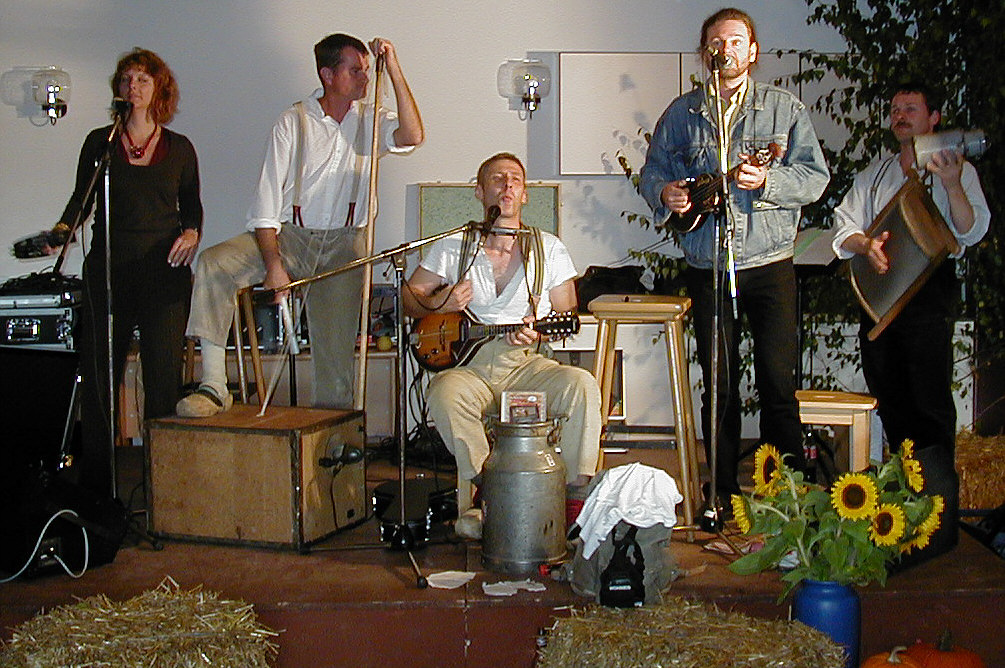
Die Rhöner Säuwäntzt 2006 als Vertreter des modernen Genres

Als Heimatabend werden abendliche Aufführungen mit regional typischen und traditionellen Liedern, Tänzen und schauspielerischen Darbietungen bezeichnet. Sie werden vor allem in touristisch frequentierten Regionen veranstaltet, um den Besuchern in kurzweiliger, idealisierter Form regionales Brauchtum, Traditionen und Regionalkultur zu vermitteln.
Heimatabende werden meist von Laienmusikern und -darstellern, aber auch von professionellen Darstellern vorgetragen. Häufig werden einzelne Programmteile von Mitgliedern von Musikvereinen und Trachtenvereinen bestritten. Die Aufführungen finden in örtlichen Fest- oder Gemeindesälen statt. Das musikalische Programm setzt sich, je nach Ausrichtung des Heimatabends aus Volksmusik, Volksliedern und volkstümlicher Musik, begleitet von Volkstänzen zusammensetzen. Es kann durch Spielszenen und humoristische Einlagen ergänzt sein. Zu den typischen Bestandteilen alpenländischer Heimatabende gehören Dirndlrahn, Schuhplattler, Goaßlschnalzen, Aperschnalzen, aber auch Baumsägen und Holzhacken mit Musikbegleitung.
Neben traditionellen Heimatabenden etablieren sich immer mehr Veranstaltungen, die Kultur jüngerer Menschen ansprechen und sich aus moderner, Neuer Volksmusik sowie politischen, kabarettistischen, gesellschaftskritischen und satirischen Darbietungen mit regionalem Bezug zusammensetzen. Beispiele dieser Richtung sind Veranstaltungen der Poxrucker Sisters, Rhöner Säuwäntzt, Helmut Schleichs oder Martin Wanglers.